# Wir24 TV
Wir24 TV ist ein deutscher, frei empfangbarer Fernsehsender. Das Programm zeichnet sich durch Teleshopping-Segmente sowie Unterhaltungsprogramm, Talk- und Kochshows, aber auch Serien und Spielfilme aus.

## Programm

### Serien
- Klinik unter Palmen
- Ein Schloß am Wörthersee
- Abenteuer Südsee
- Die Rückkehr zur Schatzinsel
- Die Robinsons – Aufbruch ins Ungewisse

### Kinderprogramm
- Jim Henson’s Dog City
- Die Abenteuer des Papyrus
- Mission Odyssey
- Mittelland – Die Legende der Elfen
- Die verwegenen Vier
- Enid Blyton Abenteuer

## Empfang
Seit Mai 2022 ist der Sender auch bei Waipu.tv aufgeschaltet, außerdem läuft der Stream in HD auf der Website.
Am 2. Januar 2024 wurde Wir24 TV über Astra 19,2 Grad Ost eingestellt.

## Moderatoren
Dem TV-Sender wohnen einige bekannte Moderatoren, überwiegend aus der Teleshopping-Welt, bei:  
- Katja Kossowski (bekannt u. a. von HSE, Channel21)
- Elke Hofmann (bekannt. u. a. von Channel21)
- Marc  (bekannt u. a. vom MDR)
- Stefanie Sick (bekannt u. a. von HSE24)
- Andrea Lutz (bekannt u. a. von HSE)
- Karina Bieniek (bekannt u. a. von Pastaclean, HSE)
- Meike Beuckmann
- Sabine Kosfeld (bekannt u. a. von HiGloss, Channel21)
- Steffanie Riehm (bekannt u. a. von 1-2-3.tv)